# 加山雄三アワー
『加山雄三アワー』（かやまゆうぞうアワー）は、1966年10月3日から同年12月26日までフジテレビ系列局で放送されていたフジテレビ製作の歌謡番組である。コカ・コーラボトラーズ（日本コカ・コーラ）の単独提供。放送時間は毎週月曜 20:00 - 20:30 （日本標準時）。

## 概要
加山雄三によるワンマンショー。加山はまず番組のテーマ曲でもあった「君といつまでも」を歌い、その後に「お嫁においで」や「蒼い星くず」などのヒットソングを歌っていた。ほか、加山によるトーク、スタジオ来場者たちとの全員コーラス、加山と彼の別名義である「弾厚作」によるユーモラスな対談企画、ビートルズスタイルでの演奏なども行われていた。
直後の月曜20:30枠では火曜19:30枠から移動してきた『スターヒットショー』が放送されており、同番組とともに『ヤングパレード』という若者向けの歌謡番組2本立ての枠を形成していたが、この固有枠名の使用は本番組の放送期間中のみに留まった。